# Hombre de Boskop
El hombre de Boskop es un tipo de homínido, basado en un cráneo descubierto en 1913 en Sudáfrica, cuya procedencia e interpretación es polémica. Originalmente, se afirmaba que el cráneo era un 30% mayor al de los humanos modernos, y se postuló que ese tipo de homínido había vivido en el sur de África hace 30.000 a 10.000 años. La supuesta existencia de este tipo de homínido tiene un papel destacado en un libro de Gary Lynch y Richard Granger.

## Descubrimiento
El primer cráneo de Boskop fue descubierto en 1913 por dos granjeros africanos que cavaban una acequia. La ofrecieron a Frederick William FitzSimons para que la examinara; posteriormente se descubrieron muchos cráneos relacionados por otros paleontólogos destacados de ese tiempo, incluyendo a Robert Broom, Alexander Galloway, William Pycraft, Sidney Haughton, Raymond Dart, entre otros.
Sin embargo, los antropólogos ya no usan el término "hombre de Boskop", y se consideran a sus características supuestamente inusuales como una mala interpretación.
El hombre de Boskop no era una especie, sino una variación de los humanos anatómicamente modernos, hay cráneos bien estudiados de Boskop, Sudáfrica, así como de Skuhl, Qazeh, Fish Hoek, Border Cave, Brno, Tuinplaas y otros lugares, que se aproximan al tamaño máximo de los cráneos humanos.
El cráneo original estaba incompleto, ya que consistía en los huesos frontal y parietal con parte del occipital, un temporal y un fragmento de mandíbula. John Hawks señala que "El cráneo es grande, con un volumen endocraneal estimado de 1800 ml. Pero apenas está completa, y los argumentos sobre su tamaño total --exacerbados por su grosor, que altera las estimaciones basadas en la regresión de medidas externas -- han variado de 1700 a 2000 ml. Es grande, pero dentro del rango de tamaños que se encuentran en los hombres actuales."

## Libro de Lynch y Granger
En abril de 2008, los neurocientíficos Gary Lynch y Richard Granger publicaron un libro de inteligencia humana titulada "Big Brain: The Origins and Future of Human Intelligence", en el que los fósiles de Boskop juegan un papel fundamental. Los autores sugieren que los Boskops poseían un gran prosencéfalo, que puede indicar un coeficiente intelectual considerablemente alto.

## Críticas
Las principales preguntas que se plantean tratan sobre la calidad e interpretación de los descubrimientos.
Un artículo leído en el Congreso Internacional de Ciencias Antropológicas y Etnológicas en 1956 y posteriormente publicado en la revista Man observó que:

"...un fragmento craneal aislado encontrado hace 40 años cerca de la superficie de un dudoso horizonte geológico, no asociados con las herramientas y fauna,...se ha desarrollado una conjetura tras otra, especulación tras especulación...las características exhibidas por el cráneo de Boskop y aquellos que lo han denominado "Boskopoide" no son específicos a ningún único grupo racial africano "nuevo", y en África se pueden encontrar una variedad de bosquimanos, hotentotes o mezclas de bosquimanos y hotentotes."

La revista Discover dio al libro de Lynch y Granger una "opinión bastante positiva" y reprodujo un extracto. John Hawks dice "La descripción de "Boskops" en el extracto de Discover está tan fuera de lugar con la antropología de los últimos cuarenta años, que me sorprende que la revista lo publicara. No conozco a ningún antropólogo biológico o arqueólogo creíble que confirmara su descripción de los "Boskopoides", excepto como una categoría obsoleta de la historia de la antropología." Señala que el editor web de Discover contestó que "se pretendía que se identificara el extracto como "una idea polémica, pero el contexto no salió como se esperaba" y que "la web había sido cambiada para esclarecer el contexto".